# مونیکا آوا
مونیکا آوا (استونیایی: Moonika Aava؛ زادهٔ ۱۹ ژوئن ۱۹۷۹) پرتاب‌گر نیزه اهل استونی است.
او در بازی‌های المپیک تابستانی ۲۰۰۴ و بازی‌های المپیک تابستانی ۲۰۰۸ حضور داشته‌است.